# Vrbno (Šentjur, Slovenija)
Vrbno je naselje u slovenskoj Općini Šentjuru. Vrbno se nalazi u pokrajini Štajerskoj i statističkoj regiji Savinjskoj. 

## Stanovništvo
Prema popisu stanovništva iz 2002. godine naselje je imalo 409 stanovnika.